# Chaetonotus minimus
Chaetonotus minimus är en djurart som tillhör fylumet bukhårsdjur, och som beskrevs av Marcolongo 1910. Chaetonotus minimus ingår i släktet Chaetonotus och familjen Chaetonotidae. Inga underarter finns listade i Catalogue of Life.